# Caripeta piniata
Caripeta piniata là một loài bướm đêm trong họ Geometridae.